# Hifikepunye Pohamba
Hifikepunye Lucas Pohamba (Okanghudi, Ovambolandia, Namibia, 18 de agosto de 1935) es un político namibio, presidente de Namibia desde el 21 de marzo de 2005 hasta el 21 de marzo de 2015.

## Biografía
Oriundo del antiguo distrito norteño de Owambo, asomado a la frontera de Angola, en el corazón de la región cultural del Ovambolandia, e hijo de un cacique rural, se educó en la misión anglicana Holy Cross de Onamunama y desde 1956 trabajó de oficinista en la mina de cobre de Tsumeb, unos 200 km al sur. 
Esta industria tenía patrones sudafricanos, como sudafricana era la administración que desde 1920, por mandato de la Sociedad de Naciones, ejercía la tutela sobre todo el país, entonces llamado África del Sudoeste. En 1946 la ONU, en tanto que sucesora de la Sociedad de Naciones, ofreció sustituir el mandato por un fideicomiso, pero el Gobierno sudafricano respondió que su pretensión era anexionarse la antigua colonia alemana.

## Lucha Anticolonialista
Como otros muchos jóvenes de su comunidad, Pohamba plantó cara a las indignidades de una administración extranjera que era a la vez colonial y racista. En 1959 regresó a su terruño y participó en la fundación de la Organización del Pueblo del Ovambolandia (OPO), movimiento de liberación nacional basado en la mayoritaria etnia ovambo y que recogió el testigo del Congreso Popular de Ovambolandia (OPC), fundado en agosto de 1957 por Herman Toivo ja Toivo. Cuando Toivo fue detenido, la presidencia de la OPO recayó en Sam Nujoma, un antiguo estibador portuario y obrero del ferrocarril que estaba en el punto de mira policial por ser el cabecilla de unas agitaciones sindicales y nacionalistas en la capital, Windhoek. 

## Relación conSam Nujoma
Desde este momento, aunque todavía no se conocían personalmente, las luchas políticas y las peripecias vitales de Pohamba y Nujoma discurrieron en paralelo, hasta convertirse el primero, seis años más joven, en uno de los hombres de mayor confianza y en la mano derecha del segundo. El 19 de abril de 1960, los cabecillas que permanecían en el país, Pohamba entre ellos, transformaron la OPO en la Organización Popular de África del Sudoeste (SWAPO), denominación que subrayaba el carácter nacional, libre de connotaciones tribales, del movimiento independentista, en cuya presidencia Nujoma fue confirmado. 

## Arresto
En junio de 1961, mientras Nujoma hacía desde el exilio una elocuente propaganda de la causa soberanista, Pohamba fue arrestado y puesto bajo la jurisdicción del Comisionado Nativo, quien a su vez lo entregó a las autoridades tribales afectas a la Administración sudafricana. El castigo que sufrió Pohamba por sus actividades ilegales consistió en 24 bastonazos que le propinaron atado a una picota, como público escarmiento. Amenazado con la confiscación de las propiedades de su padre, el joven optó por marcharse del Ovambolandia. 

## Luchas contra las autoridades
Después de varios encontronazos con las autoridades en los límites con Angola y Bechuanalandia (actual Botsuana), colonias portuguesa y británica, respectivamente, Pohamba terminó en manos de los sudafricanos, que le enviaron contra su voluntad a trabajar a una mina en las cercanías de Johannesburgo. Antes de terminar el año, puso tierra de por medio y, cruzando por Bechuanalandia y la también colonia británica de Rhodesia del Norte (la actual Zambia), realizó un azaroso viaje de 3.000 km hasta que consiguió llegar a Dar es Salam, a tiempo para asistir en diciembre a la independencia de Tanganyka. 

## Nacionalismo Africano
La capital de la futura Tanzania se convirtió en la Meca protectora de todos los nacionalistas y revolucionarios negros de África Austral que habían conseguido zafarse de la persecución de los poderes coloniales en sus respectivos países y que corrían a acogerse al generoso hospedaje del presidente Julius Nyerere. Allí, Pohamba entró en contacto por primera vez con Nujoma y otros dirigentes exiliados de la SWAPO. En mayo de 1962, mientras la SWAPO hacía preparativos para el caso de que tuviera que empuñar las armas contra el régimen sudafricano, Pohamba fue enviado por sus superiores de vuelta a Namibia con la orden de organizar células de resistencia. 
La misión clandestina fracasó a las primeras de cambio, ya que cuando atravesaba Rhodesia del Sur (la actual Zimbabue), otra colonia británica, entonces federada a Rhodesia del Norte y regida por una administración blanca especialmente intolerante con los movimientos de emancipación negros, le capturaron y le metieron en un calabozo en Bulawayo. Al cabo de unas semanas fue deportado a Johannesburgo, donde la Policía le permitió trasladarse por tren a Windhoek. Allí fue detenido de nuevo, procesado por abandonar ilegalmente el país y sentenciado a seis meses de prisión, de los que cumplió cuatro; en diciembre de 1962 fue excarcelado y sirvió el resto de la condena en régimen de arresto domiciliario. 
Pohamba consiguió por fin poner pie en su patria chica, pero en el Ovambolandia no tardo en verse envuelto en nuevos líos. En 1964, la participación en unos tumultos que enfrentaron a los partidarios locales de la SWAPO y los conservadores jefes tribales le concitó las iras policiales, debiendo escapar, junto con algunos compañeros, a través del corredor de Caprivi hasta Zambia, país que se disponía a proclamar la independencia del Reino Unido. Colocado bajo la protección del líder nacionalista y flamante presidente zambiano, Kenneth Kaunda, Pohamba se encargó de poner en marcha la primera oficina de la SWAPO en Lusaka y tomó parte en las conversaciones que condujeron a la absorción de la Unión Nacional Africana de Caprivi (CANU). 
En marzo de 1966 Pohamba, Nujoma y otros dirigentes de la SWAPO se presentaron en Windhoek para rebatir el argumento de los sudafricanos ante el Tribunal Internacional de La Haya de que los exiliados lo eran por voluntad y de que eran libres de retornar al país. En efecto, nada más descender del avión que les trajo a casa, fueron apresados y deportados a Zambia. A pesar de ello, poco después, el Tribunal de La Haya dictaminó en contra de las reclamaciones de ilegalidad de la tutela sudafricana, sentencia que en octubre de 1966 indujo a la Asamblea General de la ONU a reclamar para la organización internacional la responsabilidad sobre el país. El Gobierno sudafricano no se dio por enterado y continuó ejerciendo su autoridad de facto. 
Estos acontecimientos, que cerraban los cauces a una acción política más o menos viable, impelieron a la SWAPO, a través de su brazo armado, el SWALA (luego llamado Ejército Popular de Liberación de Namibia, PLAN), a iniciar la lucha armada, cuyo primer episodio, un choque con la Policía sudafricana, se registró en el Ovambolandia en agosto de 1966. Desde entonces, la ONU calificó de ilegal la ocupación sudafricana y condenó con creciente dureza las violaciones de los Derechos Humanos. En octubre de aquel año, la Asamblea General declaró expirado el fideicomiso sudafricano sobre el territorio y en junio de 1968 sustituyó por Namibia toda referencia en sus documentos a África del Sudoeste. 
En el cuartel general de Dar es Salam, mientras Nujoma ejercía el supremo liderazgo político, militar y diplomático, Pohamba se desempeñó en la estructura administrativa del movimiento. En 1969 se hizo cargo de una vicesecretaría del Comité Central y luego desempeñó misiones de agente en Zambia y Argelia. Como representante en jefe de la SWAPO en África Noroccidental y África Oriental, jugó un papel instrumental en la exitosa campaña internacional de Nujoma, que en 1973 consiguió que la ONU reconociera al movimiento de liberación como el único representante legítimo del pueblo namibio. En 1974 comenzó a recibir adiestramiento militar y un año más tarde ascendió a secretario de Finanzas y Administración del Buró Político de la SWAPO, por decisión de una reunión de la ejecutiva celebrada en Lusaka. 
En los 15 años siguientes, Pohamba fue consolidando su posición en la cúpula dirigente del movimiento de liberación en el exilio. Responsable desde 1979 de operaciones civiles y militares en los cuarteles de Angola (cuyo Gobierno marxista, aupado al poder en 1975, se convirtió en el aliado más estrecho de los independentistas namibios, ya que compartían enemigo en el campo de batalla) y Zambia, en 1981 voló a la URSS para realizar un cursillo de teoría política en la Universidad Patricio Lumumba de la Amistad de los Pueblos, en Moscú. 
Sobre la doctrina de la SWAPO en este período, hay que señalar que el partido-movimiento se movía vagamente a caballo entre el socialismo de características africanas, como el teorizado por Nyerere y Kaunda, y el socialismo científico de referencia soviética. Sin embargo, Nujoma, al igual que Nelson Mandela con su Congreso Nacional Africano (ANC) en Sudáfrica, se guardó de emplear definiciones marxistas e hizo hincapié en la naturaleza liberacionista y anticolonial de la organización que encabezaba, para que no les acusaran de ser unos peones del imperialismo soviético en África y evitar que su lucha nacional quedara desnaturalizada o sufriera desprestigio en la ONU. 
Pohamba, desde su cometido de máximo responsable financiero y económico de la SWAPO, fue un actor del tortuoso proceso que condujo, después de cuatro décadas de luchas, a la emancipación del pueblo namibio. En 1988, gracias al nuevo clima de entendimiento entre las superpotencias que permitía poner término a viejos conflictos enmarcados en la dialéctica de la Guerra Fría, Sudáfrica accedió a evacuar su Ejército de Namibia en paralelo a la retirada de las tropas cubanas de Angola, y de paso renunció a administrar el territorio. 

## Proceso de Descolonización
El acuerdo cuatripartito: Sudáfrica, Angola, Cuba y Estados Unidos firmado en diciembre en Nueva York y la aplicación, desde abril de 1989, de la resolución 435 (1978) del Consejo de Seguridad de la ONU que establecía un plan de descolonización, activaron la cuenta atrás para el cese de las hostilidades y la desmovilización del PLAN a lo largo de 1989, previamente a la celebración de elecciones a una Asamblea multirracial de carácter constituyente y, por último, la proclamación de la independencia. Hasta entonces, Pohamba añadió a sus obligaciones la dirección del Comité de la SWAPO que, en coordinación con el Alto Comisionado de Naciones Unidas para los Refugiados (ACNUR), organizó la repatriación de los cerca de 60.000 refugiados namibios desde los campos de acogida en Angola y Zambia. La empresa humanitaria comenzó el 15 de mayo y se desarrolló sin novedad. 
En septiembre de 1989 Pohamba, Nujoma y los restantes líderes de la SWAPO regresaron a Windhoek en olor de multitudes a tiempo para participar en los comicios, a los que acudían con todas las posibilidades de victoria al haber llevado el peso –aunque no todo él- del movimiento de resistencia negro. Pohamba se encargó de levantar el aparato burocrático del partido en la capital así como de coordinar todos los aspectos de la campaña electoral. Las elecciones tuvieron lugar del 7 al 11 de noviembre bajo la supervisión del Grupo de la ONU de Asistencia a la Transición (UNTAG) y, sin sorpresas, fueron ganadas por la SWAPO con el 57,3% de los votos y 41 de los 72 escaños. 
La situación política creada era menos hegemónica de lo que habría podido suponerse a priori, ya que la SWAPO no alcanzó la mayoría de dos tercios necesaria para redactar la Constitución en solitario, debiendo negociar con otras fuerzas políticas, la más importante de las cuales era la centrista y multiétnica Alianza Democrática Turnhalle (DTA). Pohamba fue uno de los candidatos de la SWAPO que ganaron el escaño y por ende tomó parte en la elaboración de la Carta Magna. El 21 de marzo de 1990 inició su andadura el Estado namibio independiente, con Nujoma de presidente de la República, Hage Geingob de primer ministro y Pohamba de ministro del Interior. 
La SWAPO tomó las riendas de un vasto país desértico que, aunque tenía drásticamente limitadas las posibilidades agrícolas, atesoraba grandes riquezas minerales (diamantes, cobre, oro, plata, zinc, plomo, uranio, tungsteno, litio, cadmio, entre otros productos) en su subsuelo y pesqueras en sus costas. Con menos de dos millones de habitantes, amplias carencias en infraestructuras y una tesorería nacional por construir, Namibia requería vitalmente la asistencia exterior, ya fuera como ayuda al desarrollo (aportada fundamentalmente por la Unión Europea) o como créditos de los organismos multilaterales. 
El gobierno procedió con cautela en el terreno económico, gestionando con austeridad los magros recursos financieros de que disponía, abriendo los mercados de prospección, extracción y procesado de petróleo, gemas y metales preciosos al capital privado extranjero, y armonizando la política monetaria con Sudáfrica. También sucedió así en el ámbito político, pactando con la oposición un marco de convivencia que alejara potenciales escenarios de conflicto. Al basarse la SWAPO fundamentalmente en los ovambos, que suponían la mitad de la población, y atraer la DTA el voto de los minoritarios hereros, Namibia ofrecía riesgos de confrontación étnica a poco que los cabezas políticos cayeran en la tentación de jugar una carta, el populismo sectario, que había llevado al desastre a muchos países del continente. 
La satisfacción de la mayoría de la población con la prometedora gestión de Pohamba y sus colegas, más la permanente gratitud por haber conducido el movimiento de liberación nacional durante tantos años, tuvieron reflejo en las primeras elecciones generales desde la independencia, las del 7 y el 8 de diciembre de 1994. Entonces, la SWAPO creció al 73,9% de los sufragios y los 53 escaños, mientras que Nujoma, en su primer mandato por voto directo, fue reelegido con el 76,3%. Pohamba revalidó también el escaño en la Asamblea Nacional y en marzo de 1995 el presidente le transfirió al frente del Ministerio de Pesca, desocupando una cartera, Interior, que asumió el propio Nujoma. 
Que Pohamba era un protegido de Nujoma se vio a las claras en junio de 1997, cuando el segundo congreso celebrado por la SWAPO en suelo de la Namibia independiente le aclamó como el nuevo secretario general del partido, en sustitución del ministro de Trabajo, Moses Garoeb, que hizo baja por enfermedad. En esta cita partidaria, Nujoma fue confirmado en el liderazgo y de paso recibió la nominación para optar a un tercer mandato presidencial en las elecciones de 1999, lo que iba a requerir una enmienda constitucional ad hoc. En efecto, la mayoría parlamentaria de dos tercios de que gozaba la SWAPO iba a hacer posible esta reforma en noviembre de 1998. Entonces, el oficialismo arguyó que Nujoma había sido investido de su primer mandato en 1989 sin estar en vigor la Carta Magna, luego tenía derecho a servir dos mandatos constitucionales consecutivos empezando a contar en marzo de 1995; ahora bien, quedó establecido que el sucesor que saliera de las urnas en 2004 solo podría optar a un mandato quinquenal adicional. 
Por lo demás, en el Congreso de junio de 1997 se ventiló a favor del primero de los protagonistas una pugna que venía enfrentando al viceprimer ministro desde 1995, Hendrik Witbooi, y a su superior jerárquico en el Gobierno, Geingob, quien tenía ambiciones sucesorias y que pretendía arrebatarle la vicepresidencia del partido. En cuanto a Pohamba, dotado de una personalidad más discreta, si emergía para hacer manifestaciones era más que nada para asentir con lealtad absoluta en todo lo que dijera su mentor, Nujoma, quien redefinió sus funciones en el Ejecutivo quitándole competencias de cartera y convirtiéndole en una especie de ministro personal. 
En el verano de 1998 Pohamba fue coadyuvante, y luego solidario a la hora de defender la empresa frente a las duras críticas que recibió desde la sociedad civil y los partidos de la oposición (ya soliviantados por el proyecto reeleccionista de Nujoma), en la decisión de enviar a la República Democrática del Congo un contingente de tropas, en torno a los 2.000 soldados, para ayudar al presidente Laurent Kabila en su lucha contra una poderosa rebelión alentada por Uganda y Ruanda. La muy controvertida expedición militar se amparó en las decisiones intergubernamentales de la Comunidad de Desarrollo del África Meridional (SADC) y fue simultánea a las intervenciones, aunque éstas a mayor escala, de dos países amigos como Zimbabue y Angola, los cuales luego ayudaron a Windhoek a aplastar en el corredor de Caprivi, a costa de causar grandes padecimientos a los paisanos, una confusa subversión secesionista que al parecer contaba con el estímulo de la guerrilla angoleña de la UNITA. 
La oposición, con la DTA a la cabeza, añadió los desmanes castrenses en Caprivi a la lista de agravios de un régimen al que acusaba de derivar hacia el autoritarismo y el militarismo. Para ella, los costes de la intervención en el Congo solo podían sufragarse a costa de mayores niveles de desempleo, pobreza y precariedad en todos los apartados económicos. Además, se agravaba la epidemia de sida, convirtiendo a Namibia en el sexto país del mundo (los primeros eran sus vecinos regionales) en número de adultos seropositivos, hasta alcanzar la tasa de prevalencia en 2003 el espeluznante valor del 21%. 

## Situación Política
En este clima desapacible tuvieron lugar elecciones generales el 2 y el 3 de diciembre de 1999. Nujoma, recién entrado en la séptima década de vida, obtuvo su tercer y, con la ley en la mano, último mandato con el 76,8% de los sufragios, en tanto que la SWAPO volvió a ascender y cosechó el 76,1% del voto y 55 escaños, inclusive el de Pohamba. Esta vez la oposición consideró a los comicios inaceptables y denunció diversas irregularidades de procedimiento e intimidaciones a sus simpatizantes. En el plazo de un año, el régimen provocó otra ola de tensión con una sañuda campaña de persecución de los homosexuales, a pesar de que la homosexualidad no estaba tipificada como delito. Nujoma, que se reveló como un homófobo furioso, ordenó en persona los hostigamientos policiales que se cebaron en un colectivo convertido por las autoridades en el chivo expiatorio de la calamidad del sida. 
Acto seguido, en enero de 2001, Nujoma nombró a Pohamba ministro de Tierras, Reasentamientos y Rehabilitación. La promoción gubernamental del veterano político supuso un empujón a la campaña, iniciada en 1990, de adquisición por el Estado de granjas comerciales a sus dueños blancos para destinarlas a campesinos negros sin propiedades. Esta política, conocida como willing seller, willing buyer, descansaba en el principio de la buena voluntad, compartida por el comprador y el vendedor en un mutuo interés por la transacción. 
Ahora, Pohamba, claramente influenciado por la reforma agraria radical (confiscaciones expeditivas de granjas sin indemnización, dando pie a todo tipo de arbitrariedades y violencias) que el presidente Robert Mugabe venía acometiendo en Zimbabue, confirió al programa de adquisición y redistribución de fincas cultivables unas características más agresivas, de fuerte cariz socialista y sin precedentes en Namibia, como los gravámenes especiales a cada hectárea inculta y a cada propietario ausente de su plantación, o las expropiaciones forzosas de determinadas granjas desatendidas por sus dueños. 
Estas presiones gubernamentales a los granjeros de origen sudafricano o alemán para que vendieran, así como los excesos en la expresión de una retórica antiimperialista y de demonización del blanco, levantaron profunda inquietud, máxime cuando Pohamba, que gozaba del público respaldo de Nujoma, advirtió que no pisar el acelerador en la reforma agraria dejaría sin respuesta a una fortísima demanda social y podría provocar una “revolución”. Ahora bien, aunque el ministro y secretario general de la SWAPO sacó a pasear el fantasma de los allanamientos de fincas por turbas de desheredados, lo cierto fue que no permitió que emergieran estas situaciones descontroladas, y mucho menos orquestó actos de violencia rural como método de amedrentamiento de la oposición, que era precisamente lo que estaba sucediendo, con desastrosos efectos económicos y diplomáticos, en Zimbabue. 
El 26 de noviembre de 2001, Nujoma, después de pasarse varios meses abonando la idea contraria y creando convulsión en su propio partido, hizo saber que desistía de postularse para un cuarto mandato presidencial, lo que habría exigido una segunda reforma constitucional a medida. La decisión de Nujoma, considerada por doquier una buena noticia para la salud democrática de Namibia, últimamente desmejorada, sucedió al anuncio de la evacuación del cuerpo expedicionario del Congo, salvo un retén que permanecería temporalmente en la capital, Kinshasa. 
La actitud obediente y su negativa a adoptar pasos que opacaran el liderazgo de Nujoma le fueron gratificadas a Pohamba en el congreso que la SWAPO celebró en agosto de 2002, cuando fue escogido para relevar a Witbooi, mermado de salud, en la vicepresidencia del partido. Desde este momento, el ministro de Tierras recibió la consideración de delfín oficioso del presidente fundador del Estado namibio. El gran perdedor del congreso fue Geingob, quien antes de terminar el mes fue cesado como primer ministro y, puesto que rechazó la cartera de Gobiernos Locales, Regiones y Vivienda, se marchó del Gobierno. El aparato del partido le achacó la desunión que recorría las filas de la SWAPO. Nujoma nombró nuevo primer ministro al hasta ahora ministro de Exteriores, Theo-Ben Gurirab, un servidor competente pero sin ambiciones de poder.

## Presidente de Namibia(2005-2015)
Finalmente, en mayo de 2004, después de quedar zanjada una nueva ola de especulaciones sobre la posible renovación presidencial de Nujoma más allá de 2005, un congreso extraordinario del partido oficializó la condición de Pohamba proclamándole candidato presidencial frente a dos teóricos contrincantes, Hidipo Hamutenya y Nahas Angula, ministros respectivamente de Exteriores y Educación, que, como él, habían sido endosados por el Comité Central. El acto de democracia interna quedó cuestionado días antes de la votación por la súbita intervención de Nujoma, quien destituyó como ministro a Hamutenya por motivos no suficientemente explicados. Los congresistas tomaron en consideración el mensaje enviado por Nujoma, quien además se aseguró la permanencia en la jefatura del partido hasta 2007, y otorgaron la candidatura a su protegido por 341 votos sobre 516. 
La derrota de Hamutenya, declarado partidario de una “diplomacia económica” ajustada a las peticiones de las organizaciones internacionales, y tachado por ello de “agente de los imperialistas” por Nujoma, supuso de hecho el arrinconamiento de unos sectores moderados del partido que venían asistiendo con aprensión a la radicalización de la reforma agraria, ejecutada con mano firme por Pohamba con las bendiciones de su mentor. A la identificación de Pohamba con Nujoma en cuanto a la ideología y la visión de las cosas se añadía un parecido en el físico (complexión maciza, cuerpo achaparrado, barba entrecana, gruesas gafas y los rictus de dos abuelos bonachones), todo lo cual hacía pasar al primero como un alter ego del segundo. 
Si Pohamba, septuagenario en ciernes, era un Nujoma II, aunque menos carismático y más reservado que el padre de la independencia, entonces, la SWAPO, sostenían los detractores domésticos, seguiría haciendo gala de actitudes hegemonistas y autocomplacientes, y esgrimiendo ante cualquier crítica a su gestión el argumento de que la lucha de liberación nacional la había librado y ganado ella, lo que le otorgaría una especie de derecho natural a gobernar. 
En su campaña electoral, Pohamba prometió acelerar la redistribución de tierras, con las expropiaciones que fueran menester, aunque puntualizó que el diálogo con los dueños en aras de una compraventa sin conflictos seguiría constando en la agenda. Afirmó que la reforma agraria era inseparable del desarrollo socioeconómico de las regiones, en un país que, pese a presentar un cuadro estadístico comparativamente mejor que la mayoría de los países de África subsahariana, no dejaba de padecer una pobreza masiva y un 40% de paro (pese a aportar el 20% del PIB, la minería daba empleo a solo el 3% de la población activa), y de ofrecer una esperanza de vida al nacer de 44 años. 
Tal cifra podría achicarse aún más en los próximos años más de no aplicar el Gobierno unas políticas más eficientes para controlar la propagación del sida, lo que pasaba por un mayor impulso a la distribución de fármacos antirretrovirales, aunque las limitaciones económicas y técnicas eran unos imponderables objetivos. En cuanto al dato del PIB por habitante, de 7.300 dólares (a paridad de poder adquisitivo), resultaba engañoso debido a la bajísima densidad de población y el agudo desequilibrio en la distribución de la riqueza. Atrapada en una pluviometría mínima y en la casi crónica sequía, Namibia debía importar la mitad de sus necesidades de cereal. 
Pohamba y la SWAPO llegaron a las elecciones generales del 15 y el 16 de noviembre de 2004 con un incontestable respaldo popular y el beneficio añadido de la debilidad de la oposición, con la DTA en vías de desintegración tras haberse separado y decidir concurrir por su cuenta sus dos principales componentes, el Partido Republicano (RP), de militancia blanca, y el partido herero Organización Nacional Unida Democrática (NUDO). 
En estas circunstancias, Pohamba barrió con el 76,4% de los votos a los seis candidatos que sobrepasaron la cuota del 1%. Estos fueron Ben Ulenga por el Congreso de Demócratas (CD, que tomaba el relevo a la DTA como primera fuerza de la oposición), Katuurike Kaura por la DTA, Kuaima Riruako por la NUDO, Justus Garoeb por el Frente Democrático Unido (UDF), Henk Mudge por el RP y Kosie Pretorius por el Grupo de Acción de Monitorización (MAG). En las legislativas, el partido del poder repitió los 55 escaños. Los comicios, aunque impugnados ante los tribunales por los perdedores, fueron validados por la comunidad internacional. 
Ganó, pues, el “voto de continuidad” que Pohamba, en estos mismos términos, venía reclamando desde la nominación de su candidatura. Tras conocer su victoria, el jefe electo del Estado declaró: “Me aseguraré de que todos los namibios, independientemente de su filiación política, disfruten de paz, estabilidad y libertad”. El 21 de marzo de 2005 tomó posesión de su mandato quinquenal, como es costumbre en esta parte del mundo, en el Estadio deportivo de la capital, ante 20.000 ciudadanos y flanqueado por varios presidentes de la región. En el discurso inaugural, Pohamba homenajeó a su predecesor, al que llamó “legendario luchador por la libertad”, cuyo legado “debemos sostener”. Su primera decisión presidencial fue nombrar primer ministro a Nahas Angula.
| Predecesor: Sam Nujoma | Presidente de la República de Namibia 2005 – 2015 | Sucesor: Hage Geingob |